# Drapeau de Sestao
Le Drapeau de Sestao (Bandera de Sestao en castillan) est le prix d'une régate d'aviron (trainière) qui a lieu depuis 1985, organisée conjointement entre Iberia et Kaiku.

## Palmarès
| Edition | Année | Vainqueur        | Second           | Troisième   |
| I       | 1985  | Zumaia           | Orio             | Santurce    |
| II      | 1986  | Zumaia           | Kaiku            | Zierbena    |
| III     | 1987  | San Juan         | Orio             | Mundaka     |
| IV      | 1988  | San Pedro        | Zierbena         | Zumaia      |
| V       | 1989  | Zumaia           | Santurtzi        | Hondarribia |
| VI      | 1990  | San Juan         | Hondarribia      | Zierbena    |
| VII     | 1991  | Arraun Lagunak   | Santurtzi        | Kaiku       |
| VIII    | 2000  | Castro-Urdiales  | Ciudad Santander | Isuntza     |
| IX      | 2001  | Elantxobe-Arkote | Ciudad Santander | Santurtzi   |
| X       | 2002  | Ondarroa         | --               | --          |
| XI      | --    | --               | --               | --          |
| XII     | --    | --               | --               | --          |
| XIII    | 2006  | Kaiku            | Colindres        | Ur-Kirolak  |
| XIV     | 2007  | Getaria          | San Juan         | Isuntza     |
| XV      | 2008  | Kaiku            | Camargo          | Isuntza     |